# Малаховка (платформа)
Мала́ховка — остановочный пункт Рязанского направления Московской железной дороги в одноимённом посёлке городского типа, входящем в состав городского округа Люберцы Московской области. Расположен на линии в 29 км к юго-востоку от Москвы.

## История
Полустанок Малаховка был открыт в 1891 году (согласно Марии Григорьевне Аверьяновой — в 1885 году), назван по селу, имя которого известно с XV века (по другой версии, полустанок назван в честь землевладельца Малахова). Вскоре развился дачный посёлок, пользовавшийся большой популярностью в начале XX века.
Впервые электрифицирована в 1934 году в составе участка Люберцы I — Быково, повторно — в 1958 году.

## Современное состояние
22 января 2008 года открыт новый подземный пешеходный переход под железнодорожными путями под местом бывшего переезда, а позднее — наземного перехода. Пешеходный тоннель имеет выходы на южную и северную стороны посёлка, а также через турникетный павильон — на платформу к электропоездам. С 8 апреля 2024 года закрыта платформа берегового типа, на которую ранее прибывали электропоезда на Москву, однако на ней по-прежнему работают кассы для покупки билетов. Теперь платформа островного типа используется для посадки на поезда прибывающие как на 1, так и на 2 путь. 

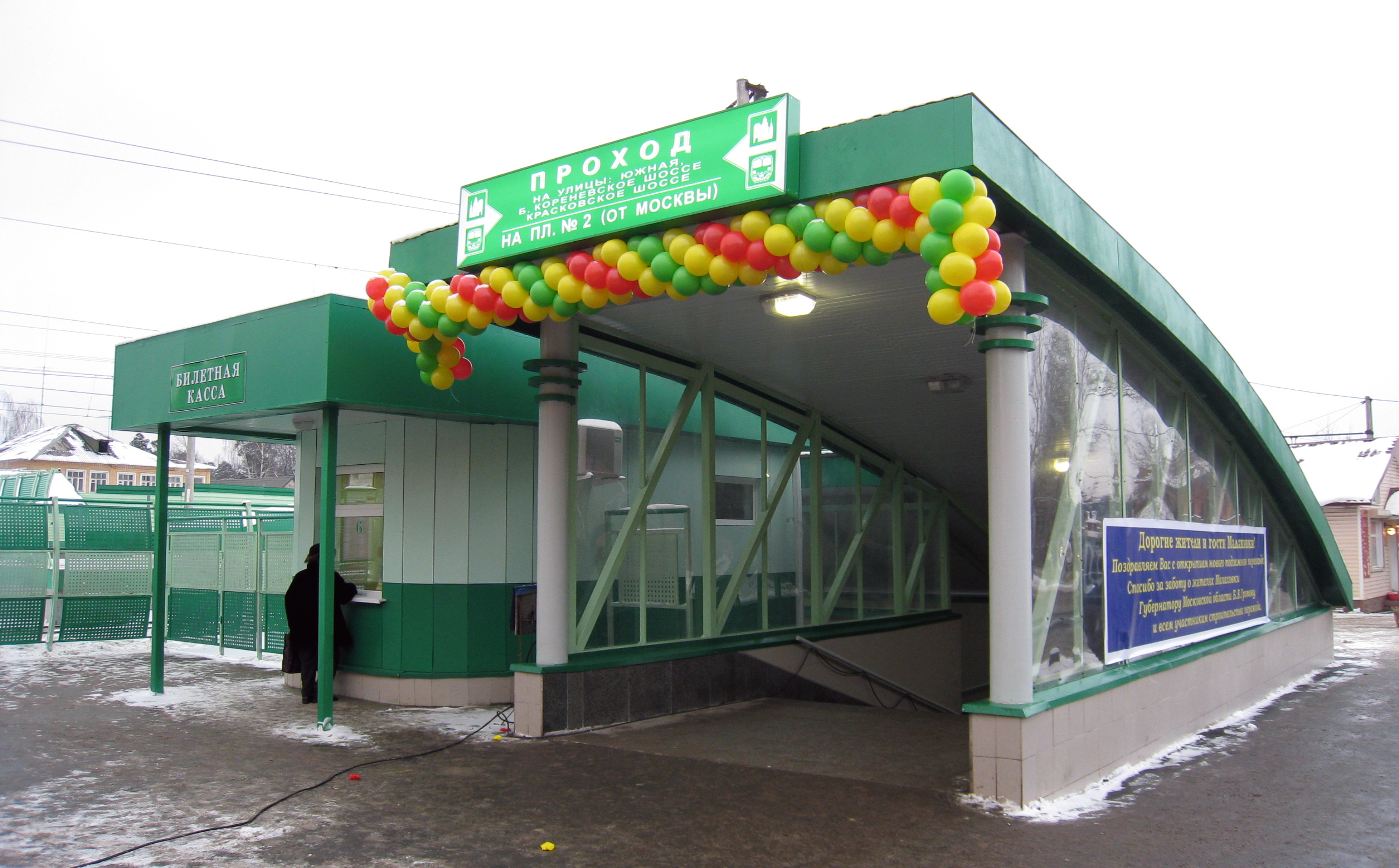
Переход под ж/д путями в январе 2008 года
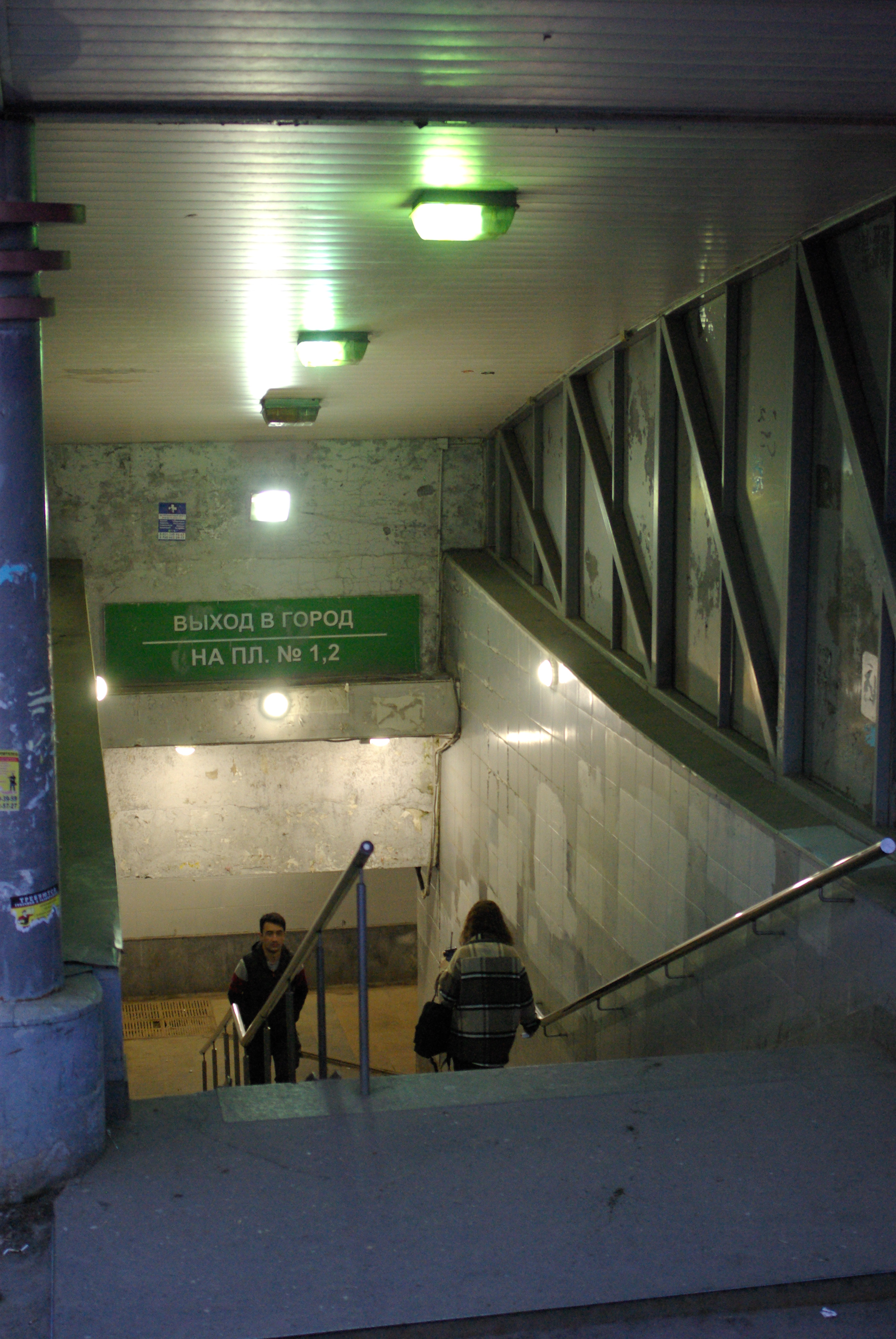
Переход в мае 2022 года
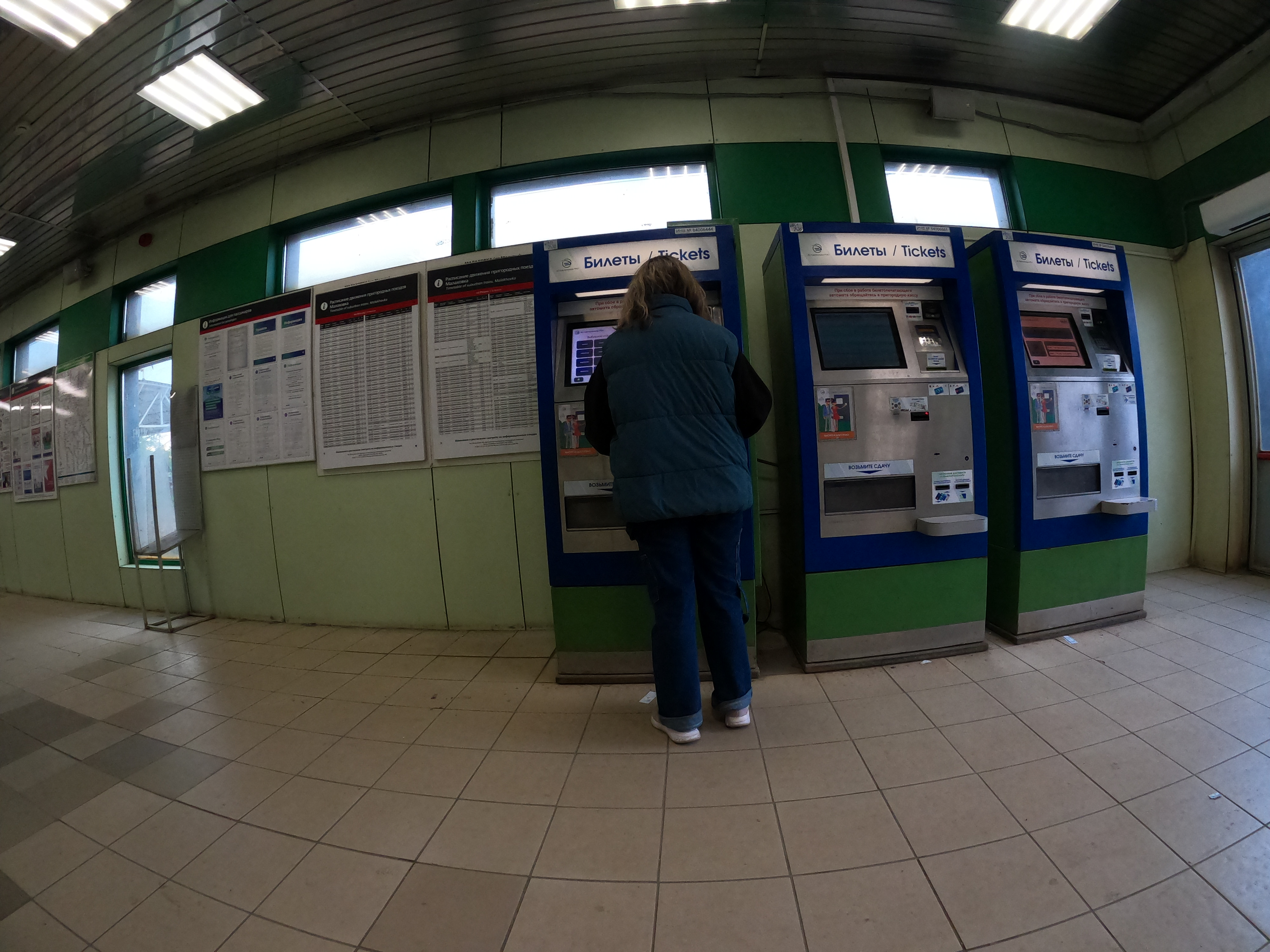
Билетные автоматы в кассовом зале в южном вестибюле, май 2023 года

## Общественный транспорт
Остановочный пункт обслуживают различные маршруты Московской области: автобусы № 37 (до Копнино), 40 (до Аксёново), 414 (до станции метро «Котельники»), 463 (до станции метро «Лермонтовский проспект»), маршрутные такси № 30к, 32к, 34к, 38к, 38л, 53, 54к, 54ж.